# Кишалинское сельское поселение
Кишалинское се́льское поселе́ние — муниципальное образование в Атюрьевском районе Мордовии Российской Федерации.
Административный центр — село Кишалы.

## История
Статус и границы сельского поселения установлены Законом Республики Мордовия от 28 декабря 2004 года № 116-З «Об установлении границ муниципальных образований Атюрьевского муниципального района, Атюрьевского муниципального района и наделении их статусом сельского поселения и муниципального района».

## Население
| 2002 | 2010 | 2012 | 2013 | 2014 | 2015 | 2016 |
| ---- | ---- | ---- | ---- | ---- | ---- | ---- |
| 681  | ↘550 | ↘507 | ↘488 | ↘461 | ↘440 | ↘411 |
| 2017 | 2018 | 2019 | 2020 | 2021 |      |      |
| ↘395 | ↘376 | ↘346 | ↘334 | ↗383 |      |      |

## Состав сельского поселения
| № | Населённый пункт | Тип населённого пункта       | Население |
| - | ---------------- | ---------------------------- | --------- |
| 1 | Кишалы           | село, административный центр | ↘522      |
| 2 | Степановка       | деревня                      | ↘28       |